# Christoph Arnold
Christoph Arnold   (Sommerfeld, 17 de desembre de 1650 - Sommerfeld, 15 d'abril de 1695) va ser un agricultor i astrònom aficionat alemany o, com va dir el seu pastor a l'epitafi, Agricola Coelicola (agricultor i observador del cel). Se’l descriu com a pagès i expert en astronomia en la placa commemorativa que hi ha en la seva casa.

## Biografia
Christoph Arnold va néixer com a fill gran del pagès i jutge Hans Arnold (1620-1685) de Sommerfeld i de la seva esposa Sabine, nascuda Hainmann (1621–1675), d'Albrechtshain. Com que va haver d'ajudar a la granja del seu pare, només va anar a l'escola per poc temps. Aprenia ràpid i es creu que va tenir classes particulars del seu padrí Bartholomäus Sturm, mestre d'escola a Panitzsch. Després va continuar la seva formació com a autodidacta.
Estava particularment interessat en l'astronomia. Va adquirir coneixements astronòmics en autoestudi i de l'astrònom Gottfried Kirch (1639–1710), que tenia onze anys més que ell i que treballava sense vincles en els observatoris de Guben, Lobenstein, Coburg i Leipzig. Arnold va construir un petit observatori senzill a la casa del seu pare. Estava particularment interessat en els cometes, probablement també estimulats per l'aparició del Gran Cometa de 1680 (C/1680 V1), que era particularment brillant i fins i tot es podia veure durant el dia, cosa que va causar una sensació general. Gottfried Kirch el va descobrir a Coburg. Quan Kirch es va traslladar a Leipzig el 1686, Arnold era un dels seus amics. Tots dos van realitzar observacions astronòmiques conjuntes. Amb Arnold, Kirch també va conèixer la seva segona esposa, Maria Margarethe Winckelmann (1670-1720), a qui Arnold li va aficionar a l'astronomia.
El 15 de maig de 1683, Christoph Arnold es va casar amb Anna Straube de Sommerfeld. La parella va tenir cinc fills. El seu pare va morir el 1685 i Christoph Arnold es va fer càrrec de la granja del seu pare, que va continuar dirigint de manera exemplar fins al final de la seva vida, malgrat les seves activitats astronòmiques. Va començar amb estadístiques sobre els rendiments de la collita, per als quals també va mesurar i registrar els seus camps. Al final ho va fer per a tot el poble. Això el converteix en un dels primers cartògrafs de Saxònia. Arnold també va observar el temps molt sovint i en va mantenir registres. El 1692 va descriure un fenomen natural rar: el parheli de cinc sols.
Arnold sempre va anar en contra de les creences supersticioses i la por associada als cometes. Tot i que era un devot cristià, es va enfrontar contra el seu pastor, que representava els cometes com a signes nefastos.
El seu observatori es va deixar com a monument commemoratiu després de la seva mort, però va haver de ser enderrocat el 1794 perquè estava ruïnós.

## Assoliments astronòmics
El 15 d'agost de 1682, Christoph Arnold va descobrir un cometa, vuit dies abans de l'important astrònom Johannes Hevelius, amb el qual l'astrònom aficionat va cridar molta atenció en el món professional. El cometa va ser anomenat més tard Cometa de Halley a causa dels càlculs orbitals precisos d'Edmond Halley i la predicció del seu retorn. Arnold va descriure les seves observacions en un document detallat al consell de Leipzig.
El 16 de setembre de 1686, Arnold va ser el primer a Europa a veure un altre cometa (C/1686 R1), que després va continuar observant juntament amb Gottfried Kirch. Va publicar els resultats a la primera revista acadèmica general alemanya Acta Eruditorum, que es va publicar a Leipzig el 1682.
Arnold també va tractar l'estrella doble Mira, que canvia la seva brillantor.
Una altra àrea de treball va ser l'eclipsi de les quatre grans llunes de Júpiter, les hores d'entrada de les quals va calcular per endavant.
El 31 d'octubre de 1690, va observar el trànsit de Mercuri davant del Sol, projectant el Sol a través del seu telescopi sobre un full de paper. Com a recompensa d'aquest fet, la ciutat de Leipzig li va pagar una pensió i el va eximir d'impostos. Aquesta va ser la cinquena descripció del pas de Mercuri a Europa.

## Honors
Hi ha una placa commemorativa a la casa on va néixer i on va viure Arnold com a alt reconeixement pels seus serveis durant la seva vida.

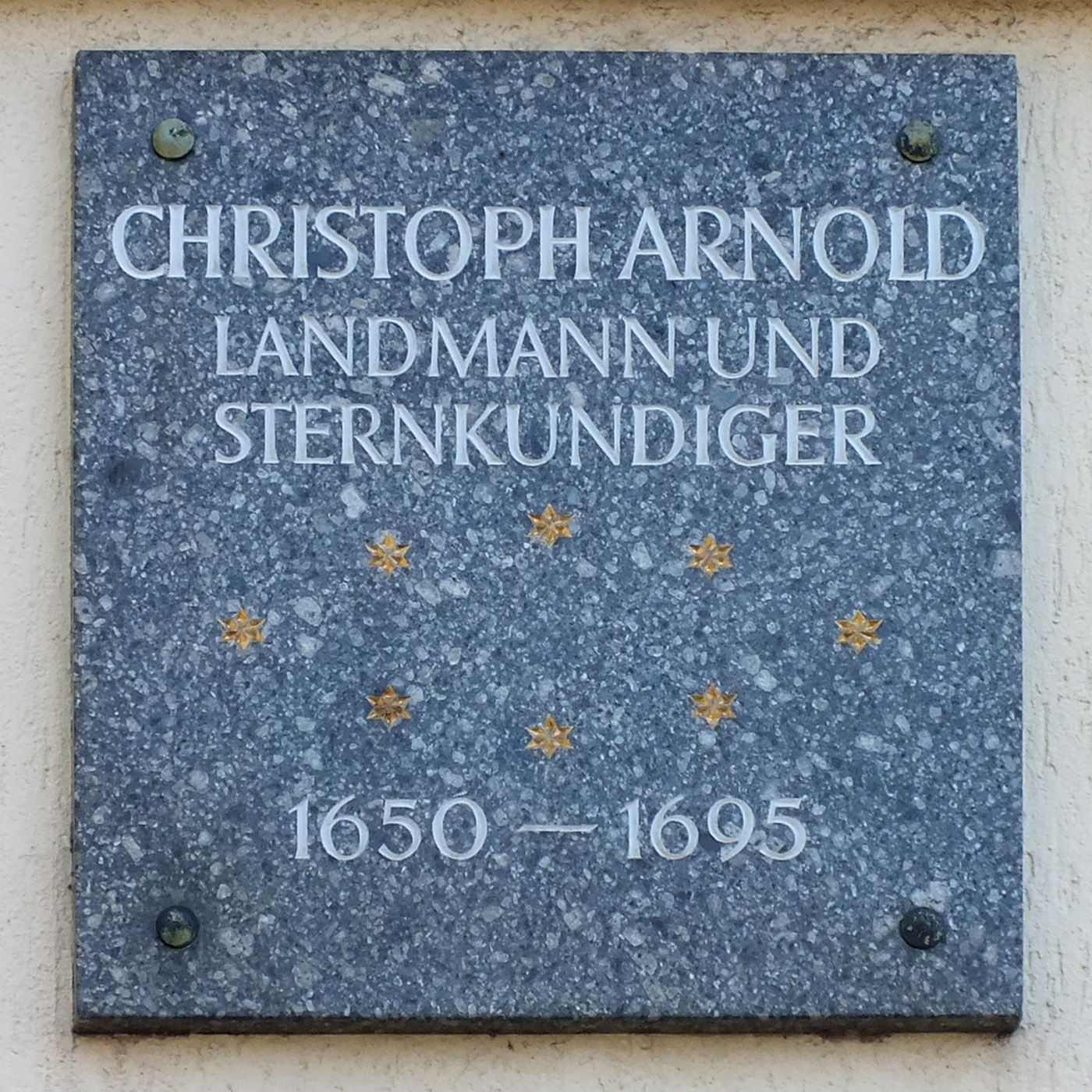
Placa commemorativa a la casa on va néixer i on va viure Arnold
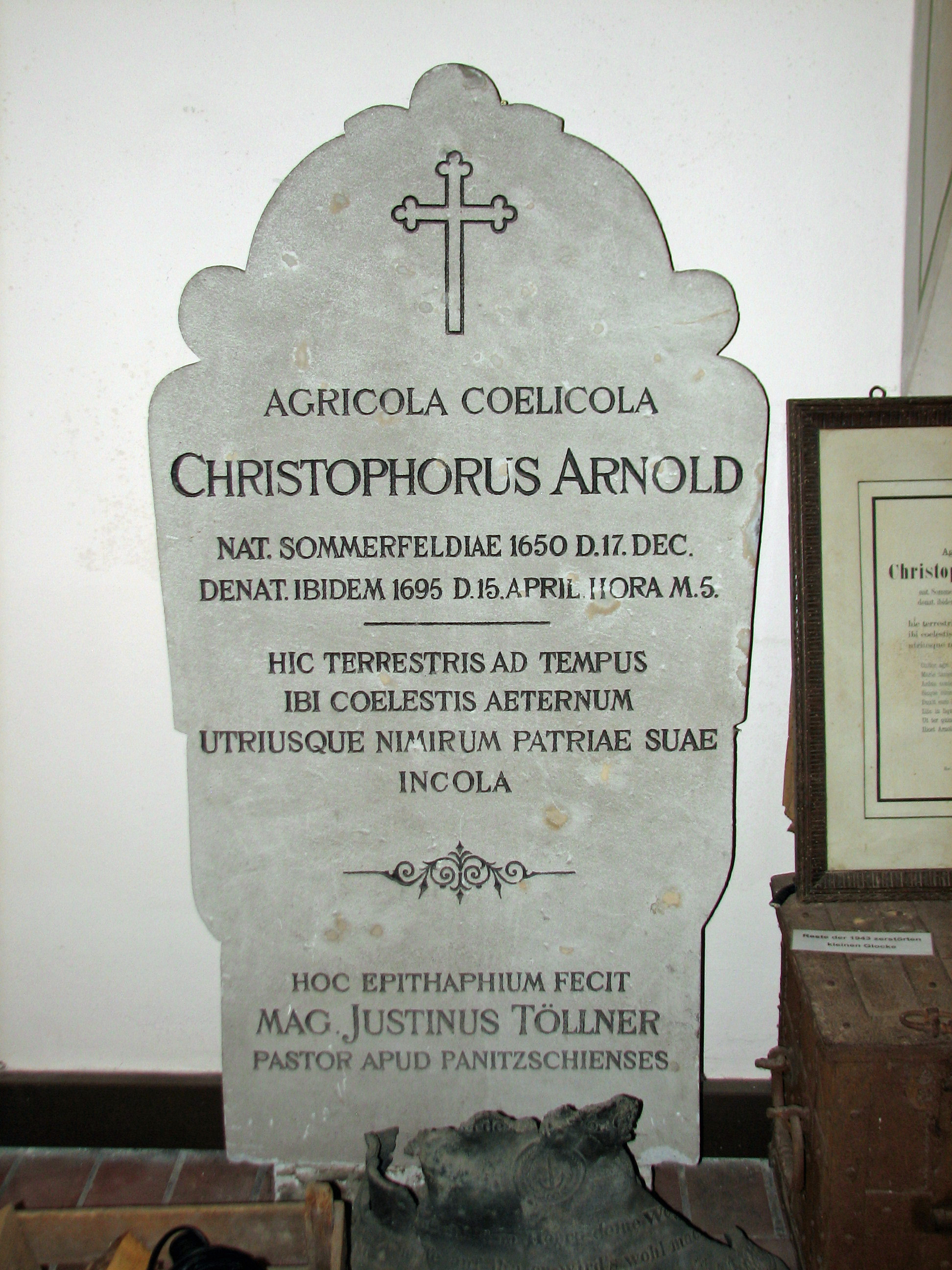
Epitafi de Christoph Arnold en l'església de Sommerfeld

Per haver observat el pas de Mercuri davant del disc solar, va rebre una pensió i una exempció d'impostos per a tota la vida del consell de Leipzig, perquè Sommerfeld, com a poble de Leipzig, estava obligat a pagar-hi impostos. A més, el consell va fer que el pintor Johann Heinrich am Ende fes una pintura a l'oli de Christoph Arnold, l'original del qual es troba al Museu d'Història de la Ciutat de Leipzig i una còpia penjada a l'església de Sommerfeld.
El 1890, al llavors encara independent poble i actual districte de Stötteritz de Leipzig, Arnoldstrasse va rebre el seu nom. La seva antiga granja es troba a Arnoldplatz, al lloc on va néixer i va viure a Sommerfeld.
El cràter Arnold, prop del pol nord lunar, va rebre el seu nom el 1935. El 18 de gener de 1999 es va descobrir l'asteroide amb la designació provisional 1999 BW3 a l'Observatori públic de Drebach, que el 2012 va ser anomenat (121016) Christopharnold. Aquest asteroide es mou entre els planetes Mart i Júpiter.
L'escola primària d'Engelsdorf, el districte de la qual va viure Sommerfeld entre el 1923 i el 1999, s'anomena Escola Christoph Arnold des del 1990.